# Franciszek Saternus
Franciszek Saternus (ur. w Świętochłowicach, zm. ?) – polski działacz partyjny i państwowy, przewodniczący Prezydium Miejskiej Rady Narodowej w Świętochłowicach (1961–1969).

## Życiorys
Urodził się i wychował w Świętochłowicach, po II wojnie światowej podjął pracę w Hucie Florian w tym mieście. Stamtąd został oddelegowany do pracy w aparacie Polskiej Zjednoczonej Partii Robotniczej. Działał też w związanych z komunistami organizacjach społecznych. Przez około 10 lat pracował w Komitecie Wojewódzkim PZPR w Katowicach, kształcił się w Szkole Partyjnej przy KC PZPR. W 1958 po raz pierwszy wybrany do Miejskiej Rady Narodowej w Świętochłowicach, do 1961 był wiceprzewodniczącym jej Prezydium. Na początku 1961 został p.o. przewodniczącego Prezydium MRN, formalnie powołany na stanowisko 11 sierpnia 1961. Zajmował je do 12 czerwca 1969.
Jego syn Józef także został działaczem PZPR.